# مونيغيا
مونيغليا باللغة الليغورية (muˈnedʒa) هي بلدية تقع في مدينة جنوة الكبرى في إقليم ليغوريا الإيطالية، على بُعد حوالي 50 كيلومترًا (31 ميل) جنوب شرق جنوة. وهي منتجع سياحي على ريفيرا دي ليفانتي. و تُعد واحدة من أجمل القرى في إيطاليا وفقًا لتصنيف (I Borghi più belli d'Italia).

## الجغرافيا

### التضاريس
تقع القرية على الريفيرا الشرقية لليغوريا، عند مصب وادي بيترونيو، على بُعد حوالي 56 كيلومترًا (35 ميل) شرق جنوة، وهي آخر بلدة في المقاطعة.
تقع القرية داخل خليج كبير محاط برأسين، وكلاهما غني بالنباتات المتوسطية: بوينتا مونيليا في الغرب و بوينتا روسبو في الشرق. بينما الأول بري تمامًا ويمكن الوصول إليها فقط عبر مسار، فإن الثاني يحتوي على العديد من المناطق السكنية التي تؤدي إلى قرية ليمجليو.
تضم البلدية، بالإضافة إلى القرية الرئيسية، فرازيوني براكو، كاسالي، كامبوسوبرانو، كوميليو، كروفا، فاشيو، ليميجليو، ليتورنو، سان لورينزو، سان ساتورنينو وتيسي.
و يحدها من الشمال بلدية كاستيجليوني كيافاريسي، و من الجنوب يغسلها البحر الليغوري، و من الغرب بلدية كاسارزا ليغوري وسيستري ليفانتي ، و من الشرق بلدية دييفا مارينا، في مقاطعة لا سبيتسيا.

### مناخ
تتمتع مونيليا بمناخ البحر الأبيض المتوسط. التصنيف المناخي هو "المنطقة D، 1547 GR/G". و يكون الصيف حارًا جدًا خلال النهار وباردًا في الليل. أما الشتاء فعادة يكون دافئًا نسبيًا ولا تنخفض درجات الحرارة عادةً عن الصفر.

## المعالم السياحية الرئيسية
- كنيسة سان جورجيو، التي بناها الرهبان البينديكتين في عام 1396، والذين حل محلهم الفرنسيسكان في عام 1494. يضم الجزء الداخلي منحوتة خشبية من تصميم أنطون ماريا ماراجليانو ، ولوحة قماشية للقديس جورج يقتل التنين منسوبة إلى بيتر بول روبنز ، ولوحة للسيدة العذراء مع القديسين من تصميم كارلو دولشي ، ولوحة عبادة المجوس من تصميم لوكا كامبياسو . ويوجد بها أيضًا دير.
- كنيسة سانتا كروتشي، التي بنيت، وفقًا لبعض المصادر، في عام 1130، ولكن من المحتمل أنها كانت موجودة مسبقًا. تعود الكنيسة الحديثة ذات الطراز الباروكي إلى عام 1725، وتضم تمثالًا للسيدة العذراء مريم من تصميم ماراجليانو وصليبًا بيزنطيًا.
- خطابة الديسبيلانتي ، المعروفة منذ القرن العاشر. ويضم لوحات جدارية لقصص السيدة العذراء ويسوع.
- برج فيلافرانكا، تم بناؤه من قبل جمهورية جنوة حوالي عام 1130، ولكن أعيد بناؤه لاحقًا أثناء الصراع بين الجينويين وعائلة مالاسبينا .
- قلعة مونليوني، التي تم بناؤها في عام 1173 من قبل الجينويين. في عام 1174 حاصرها الكونت أوبيزو مالاسبينا . ويضم الآن مسكنًا على طراز فن الآرت نوفو ، يعود تاريخه إلى أوائل القرن العشرين.

## الإقتصاد

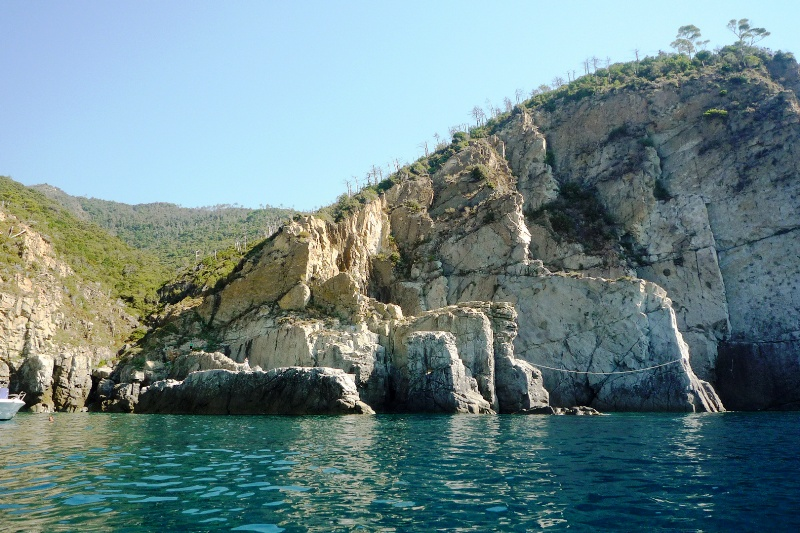
الساحل الصخري لمونيليا

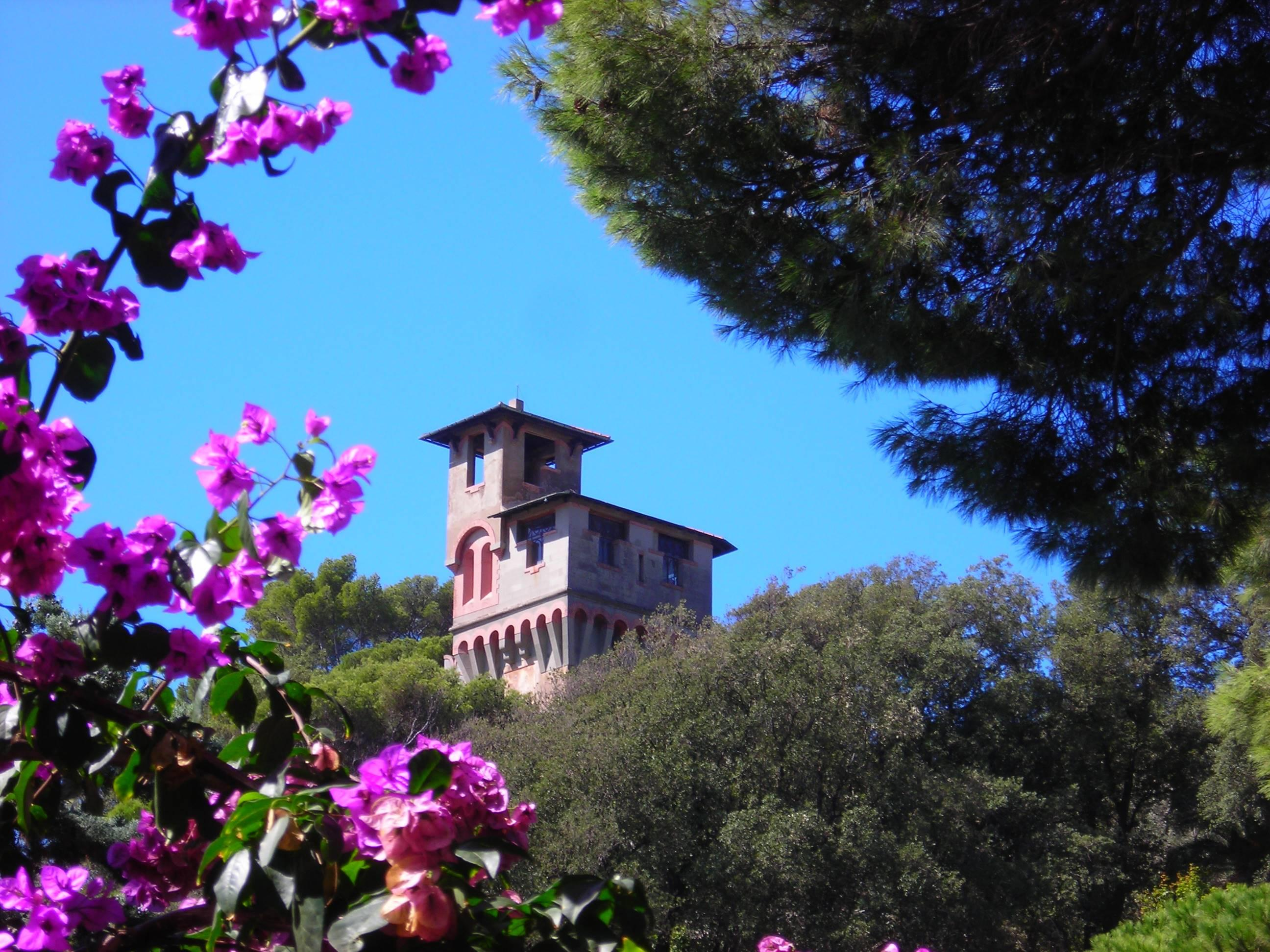
قلعة دي فورناري

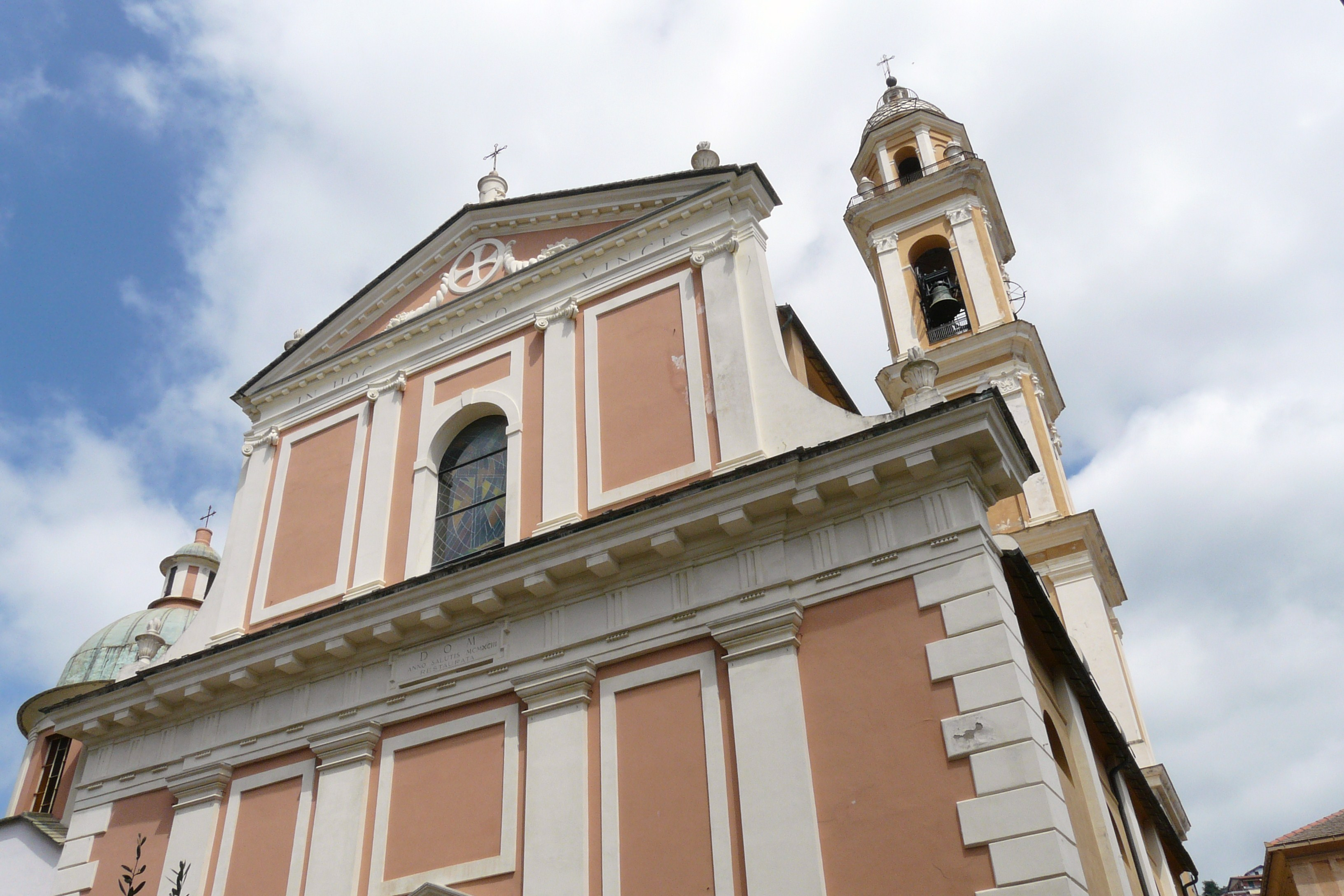
كنيسة سانتا كروتشي

### السياحة
تعد السياحة من أهم الموارد الاقتصادية في البلدة ، حيث أنها تتمتع بشواطئ رملية واسعة والعديد من الشواطئ الصخرية وعدد كبير من الخلجان الصغيرة التي لا يمكن الوصول إليها إلا عن طريق البحر. هناك العديد من المسارات الطبيعية في التلال المحيطة بالمدينة. يعد الساحل الصخري أيضًا موطنًا للعديد من أنظمة جدران التسلق.

## التاريخ
كانت القرية التي سكنها الليغوريون في العصور ما قبل الرومانية، مركزًا مهمًا خلال العصر الروماني بفضل موقعها الاستراتيجي على طريق أوريليا. في القرن السابع الميلادي، تم غزو ليغوريا من قبل الملك روثاري ثم من قبل الملك اللومباردي ليوتبراند الذي بفضله انتشر الأديرة. منح شارلمان الأرض والميناء لرهبان كولومبان. في العصور الوسطى، تعرضت قرية مونيجليا، إلى جانب قرى أخرى في شرق ليغوريا، للغزو من قبل القراصنة الساراسين الذين نهبوا القرية. حكمت فيشي من إقطاعية لافانيا مونيليا حتى عام 1153، ثم أصبحت جزءًا من جمهورية جنوة. في عام (1284) ، وشاركت مونيليا بسفنها في معركة ميلوريا المنتصرة، حيث فازت جنوة ضد جمهورية بيزا. وفقًا للتقاليد، منحت جنوة مجتمع مونيليا بعض القطع من سلسلة ميناء بيزا مقابل مساهمتهم في النصر. في القرن السادس عشر، تم انتخاب مونيليا من قبل جنوة لتكون عاصمة المنطقة المحيطة. في عام (1815)، تم دمج مونيليا في مملكة سردينيا بعد مؤتمر فيينا؛ وفي عام (1861) أصبحت جزءًا من المملكة الإيطاليا.

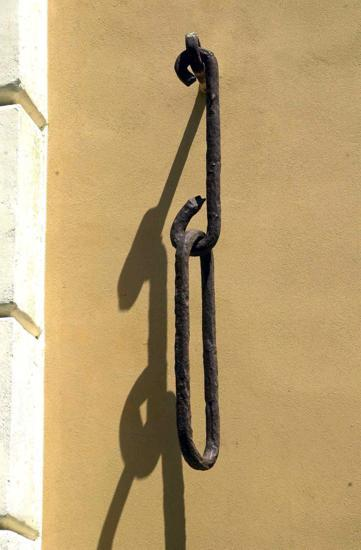
سلاسل الموانئ من بيزا

## الثقافة

### المطبخ
المنتج الرئيسي لهذه الأرض هو زيت الزيتون الليغوري، الذي حصل في السنوات الأخيرة على علامة المنشأ المحمية "Riviera Ligure di Levante". أتاحت زراعة أشجار الزيتون، خلال العقود الماضية، بظهور عدة معاصر ينتشر فيها إنتاجها، وخاصة العائلي منها، فهو منتشر على نطاق واسع . يتناسب زيت المونيغليا بشكل جيد مع أطباق السمك والنظام الغذائي لمنطقة البحر الأبيض المتوسط، والذي ربما يكون المطبخ الليغوري هو التعبير النهائي عنه.

### الناس
- نيكولو كافيري (كانيريو أيضًا) الذي رسم في عام 1502 خريطة "العالم الجديد" التي اكتشفها كريستوفر كولومبوس قبل 10 سنوات: الخريطة موجودة الآن في متحف الهيدروغرافيا البحرية في باريس.
- ساندرو جياكوبي (1951) ،و هو مغني إيطالي.
- لوكا كامبياسو (1527–1585) ،و هو فنان.
- جوزيبي دومينيكو بوتو (1791–1865) ،و هو فيزيائي.
- جيرولامو بولو (1866–1931) ، أميرال البحرية الإيطالية.
- في 29 سبتمبر 2002، حصل الغواص الإيطالي جيانلوكا جينوني على الرقم القياسي العالمي ( 132 م أو 433 قدم في مياه مونيجليا. تحت مستوى سطح البحر) بوزن متغير.

### الأحداث الرئيسية
- "كارنيفال ديلا زوكا"، في فبراير، موكب من الكرنفال يطفو.
- "حفلة العيد" في نهاية شهر فبراير.
- مهرجان زيت الزيتون يوم الاثنين في عيد الفصح .
- "ساجري" سان ساتورنينو وبراكو وكوميجليو في الصيف.
- مهرجان "سانتا كروتشي" في كنيسة سانتا كروتشي في سبتمبر.

## وسائل النقل

### الطرق
يُعبر مركز قرية مونيغليا الطريق الساحلي الرئيسي الذي يتيح الاتصال غربًا مع سيستري ليفانتي عبر ريفا تريغوسو وشرقًا مع ديفا مارينا، في مقاطعة لا سبيتسيا. أقرب تقاطعات الطرق السريعة هي سيستري ليفانتي و ديفا مارينا على الطريق السريع A12.
من روابط الإضافية هي الطرق الإقليمية رقم 55 "دي مونيليا" ورقم 68 "ديل فاكيو"، و التي تتصل، على التلال خلف القرية، و كلاهما شمالًا مع الطريق السريع SS1 أوريليا.

### السكك الحديدية الوطنية
تتمتع مونيغليا بمحطة قطار على خط السكك الحديدية (جنوة-لا سبيتسيا-بيزا). توجد اتصالات مريحة مع ميلانو، جنوة، لا سبيتسيا، سينكوي تيري والقرى الأخرى على الريفيرا الليغورية.

## المدن التوأم
مونيجليا توأمة مع:
- إنجن، ألمانيا، منذ عام 2009

## الروابط الخارجية
- الموقع الرسمي

قالب:Province of Genoa